# Daphne Berdahl
Daphne Berdahl (14 juin 1964 - 5 octobre 2007) est une anthropologue connue pour ses travaux sur l'Allemagne de l'Est et l'Europe postsocialiste. Ses travaux sur le genre et la consommation ainsi que ses écrits sur la nostalgie post-communiste sont largement cités par les spécialistes du post-socialisme.

## Biographie
Daphne Berdahl naît le 14 juin 1964 à Fribourg-en-Brisgau, en Allemagne, de Margaret et Robert Berdahl, un spécialiste de l'histoire allemande et ancien chancelier de Berkeley. Elle grandit dans l'Oregon, fréquente l'Oberlin College pour son diplôme de premier cycle et obtient son doctorat à l'université de Chicago. Elle obtient une bourse post-doctorale de deux ans à Harvard, puis rejoint le corps enseignant de l'université du Minnesota, où elle travaille de 1997 à 2007 en tant que professeure adjoint, puis professeure associée d'anthropologie.
Daphne Berdahl épouse John N. Baldwin en 1990, et le couple a deux filles. Le 5 octobre 2007, Daphne Berdahl décède après huit ans de lutte contre le cancer du sein. Une bourse d'études supérieures est créée à l'université du Minnesota en son honneur.

## Bourse d'études
Les recherches de Daphne Berdahl portent sur la citoyenneté, le nationalisme, la consommation et la politique de la mémoire, en particulier dans l'ancienne République démocratique allemande. Elle est l'une des premiers chercheurs à aborder l'Allemagne de l'Est et le post-socialisme dans la discipline de l'anthropologie et l'un des premiers chercheurs à s'attaquer au concept d'Ostalgie, la nostalgie de l'Est. Elle s'intéresse également aux processus transglobaux et aux communautés locales, à l'identité nationale et aux transitions des sociétés socialistes, notamment la réunification allemande.[réf. nécessaire]
En 1999, elle publie Where the World Ended : Re-Unification and Identity in the German Borderland, un compte rendu ethnographique de son séjour à Kella, un village frontalier est-allemand, entre 1990 et 1992. Elle publie également de nombreux ouvrages sur l'Ostalgie. En 2003, elle reçoit le McKnight Arts and Humanities Research Award, et en 2007, elle reçoit la prestigieuse bourse Guggenheim.
Un recueil de ses essais est publié à titre posthume par Indiana University Press en 2010, On the Social Life of Postsocialism : Memory, Consumption, Germany avec une introduction de Matti Bunzl et un avant-propos de Michael Herzfeld.